# Crugey
Crugey település Franciaországban, Côte-d’Or megyében. Lakosainak száma 167 fő (2022. január 1.). Crugey Bouhey, Chaudenay-le-Château, Sainte-Sabine, Thorey-sur-Ouche, Veuvey-sur-Ouche, Aubaine, Chaudenay-la-Ville és Colombier községekkel határos.

## Népesség
A település népességének változása:
| Lakosok száma | 290  | 222  | 188  | 177  | 192  | 184  | 175  | 170  | 168  | 167  |
|               | 1968 | 1982 | 1990 | 2006 | 2013 | 2015 | 2017 | 2019 | 2020 | 2022 |